# Günter Albert
Günter Albert (* 14. November 1963) ist ein ehemaliger deutscher Fußballspieler.

## Karriere
Er wechselte im Jahr 1984 von einem B-Ligisten in Kleinostheim zu Kickers Offenbach war dort jedoch erst einmal in der zweiten Mannschaft aktiv. In der Saison 1987/88 der zweiten Bundesliga bekam er schließlich seinen ersten Einsatz für die erste Mannschaft. Am 21. Februar 1988 bei einer 2:0-Niederlage bei der SG Wattenscheid 09, stand er von Anfang bis zum Ende auf dem Platz. Seinen letzten Einsatz in der zweiten Liga hatte er dann in der Folgesaison am 26. Mai 1989 bei einer weiteren Niederlage, diesmal war es ein 2:1 bei Fortuna Düsseldorf. Erneut stand er hier aber über die vollen 90. Minuten auf dem Platz. Ab Anfang der 1990er Jahre wurde er Stammspieler und kam noch bis zur Saison 1994/95 für den Verein in der Regionalliga Süd zum Einsatz. In der letzten Saison trug er sogar die Kapitänsbinde. Nach dem Abstieg der Kickers in die Oberliga verließ er seinen Verein und schloss sich dem SV Jügesheim an, für welchen er danach noch ein paar Jahre spielen sollte.
Bei der Wahl zum Fußballer des Jahres 1993 erhielt er als einziger Spieler aus der Oberliga, eine Stimme. Bekannt ist er vor allem für sein Tor in der DFB-Pokal Partie gegen den SV Meppen im August 1993, welches in der Nachspielzeit den Ausgleich für die Kickers bedeutete. Das Spiel endete schließlich mit einem 4:2-Sieg, nachdem Meppen bis zur 85. Minute mit 0:2 geführt hatte. Heutzutage spielt er noch gelegentlich für die Traditionsmannschaft der Offenbacher.